# Liste des intendants de la généralité de Rouen
La Généralité de Rouen est la circonscription des intendants de Normandie, leur siège est Rouen.
La généralité de Rouen est d'abord une circonscription financière créée par l'édit de Cognac le  7 décembre 1542. 
La généralité est administrée entre 1650 et 1790 par un représentant permanent du roi, intendant de justice, police et finances. Auparavant, des maîtres des requêtes de l'Hôtel du roi étaient envoyés en mission pour des périodes plus ou moins longues, des chevauchées, pour vérifier ou faire appliquer des édits royaux, ou pour vérifier les états des finances. Les domaines de compétence des intendants sont larges et variés : agriculture, commerce, cultes, domaine du roi, foires et marchés, guerre, manufactures, municipalités, ponts et chaussées, noblesse, etc. 
L'institution des Intendants de justice, police et finances, ou commissaires départis pour l'exécution des ordres du Roi dans les provinces a été le résultat de plusieurs commissions successives visant à rétablir le pouvoir royal dans les provinces après les guerres de religion. Le début a été le rétablissement des chevauchées par toutes les provinces du royaume des maîtres des requêtes avec des commissions particulières définissant le but de leurs missions. De retour à l'Hôtel du roi, ils devaient rapporter leurs procès-verbaux, soit au chancelier, soit au garde des sceaux de France. L'institution permanente des intendants de police, justice et finances est créée en 1635 par un édit de Louis XIII, à la demande de Richelieu pour mieux contrôler l'administration locale. Les commissions des intendants sont supprimées pendant la Fronde par une déclaration royale du 19 janvier 1648 à la demande du parlement de Paris. Ils sont rétablis peu après par le roi.

## Liste des intendants de la généralité de Rouen
| Date                                | Nom |
| ----------------------------------- | --- |
| 1623                                | Jean Turquant Maître des requêtes, il est nommé « intendant de la justice et police en Normandie et commissaire député pour la réformation des gabelles de ladicte province » |
| 12 juillet 1626                     | Jean de Lauzon Maître des requêtes, commission de M. de Lauson, datée du 12 juillet 1626, pour faire sa chevauchée en Normandie |
| 2 janvier 1634                      | Jacques Dyel de Miromesnil ( -1662) seigneur des Hameaux et de Miromesnil, fils de Jean Dyel ( -1624), avocat 1579, conseiller du roi à Rouen 1582, premier président de la cour des aides de Rouen en 1590 conseiller au parlement de Normandie, maître des requêtes de l'Hôtel du roi le 19 août 1631, il s'est opposé aux divers factieux. Commissaire député par le roi pour l'exécution des arrêts du Conseil |
| 1635                                | François Le Tonnelier, marquis de Conty Cardin Lebret commissaires députés par le roi pour le règlement des tailles en Normandie |
| 1636                                | Jacques Dyel de Miromesnil ( -1662) et intendant de l'armée des maréchaux de Brézé et de Châtillon en 1636, intendant de l'armée de Longueville en Bourgogne et de l'armée de Franche-Comté en 1637, puis de l'armée d'Italie en 1639 et intendant de l'armée d'Allemagne en 1641, conseiller d'État |
| 1637                                | Jacques Talon conseiller ordinaire du roi en ses conseils, intendant de la justice et commissaire départi |
| 1638 - 1643                         | Claude de Paris conseiller du roi en ses conseils, intendant de la justice, police et finances de la province et armée de Normandie. Étienne Pascal, père de Blaise Pascal, est adjoint à Claude de Paris à l'intendance de Normandie |
| fin 1643                            | Jacques Dyel de Miromesnil ( -1662) Maître des requêtes, il est nommé « intendant de la justice, police et finances en la province de Normandie, généralité de Rouen, et commissaire député par Sa Majesté pour l'exécution de sa déclaration du 22 mars 1644, sur le fait des inféodations» |
| Février 1650                        | Louis Laisné de La Marguerie ( -1681) chevalier, seigneur de La Marguerie petit-fils de Cybard Laisné (mort en 1596), maire d'Angoulême en 1595, fils de Hélie Lainé (mort en 1636), conseiller au parlement de Paris, maître des requêtes, intendant de justice en Poitou et Touraine, conseiller d'État ordinaire, puis président au parlement d'Aix, maître des requêtes de l'Hôtel du roi, intendant de Haute-Guyenne en 1635, intendant du Dauphiné en 1638, il est nommé par Louis XIV intendant de la justice, police et finances de la province de Normandie et le charge «de visiter toutes les villes et lieux qu'il jugeroit à propos, d'informer des désordres et malversations commises au fait des finances, des contravantions aux ordonnances et arrêts du Conseil, et des violences et exactions qui se font ou se pourroient faire par les gens de guerre, et par ceux qui avoient été commis à la levée des deniers du Roi», intendant de Bourgogne (1651-1654), premier président du parlement de Bourgogne (1654-1657), conseiller d'État. |
| 1650 - 1657                         | Jacques Dyel de Miromesnil ( -1662) Il a fait partie de la commission de cinq juges chargée de juger Cinq-Mars et de Thou. Il a voté pour l'absolution de de Thou. Il apparaît à Rouen avec le titre d'intendant quelques jours après la première nomination. Le premier président du parlement de Normandie alla à Paris se plaindre auprès des ministres de cette violation de la déclaration royale de 1648. Il a assisté avec Charles du Tronchay, intendant à Caen et Jacques Favier du Boulay, intendant à Alençon, aux États de la province de Normandie en février 1655. |
| 1657 - 1659                         | Thomas Morant (juillet 1616-6 octobre 1692) baron puis marquis du Mesnil-Garnier, fils de Thomas Morant (1584-1651), père de Thomas-Alexandre Morant (mort en juillet 1713), intendant de Provence en 1680, puis premier président du parlement de Toulouse en 1687 conseiller au Grand Conseil le 18 septembre 1636, maître des requêtes le 28 juillet 1643, puis intendant de Guyenne à Bordeaux et Montauban (1650-1651), intendant à Caen (1653-1657), intendant à Rouen (1657-1659), intendant à Tours (1659-1661). Il a été révoqué de l'intendance de Touraine à la suite de l'arrestation de Nicolas Fouquet. Il est nommé maître des requêtes honoraire le 30 août 1663, conseiller d'État |
| 16 septembre 1660 - 11 août 1664    | Jean Bochart de Champigny (7e du nom) ( -19 août 1691) seigneur de Champigny, et de Noroy petit-fils de Jean Bochart, neveu de François Bochart Saron de Champigny, intendant du Dauphiné et à Lyon, père de Jean Bochart de Champigny, 8e du nom, et de Guillaume Bochart de Champigny, évêque de Valence conseiller au parlement de Paris en 1638, maître des requêtes le 19 mai 1645, intendant à Moulins (1655-1658) et intendant à Limoges la même année (1655-1658), puis intendant à Tours (1658-1659), et intendant de Rouen (1660-1664) |
| 2 juin 1664 - décembre 1666         | Jean-Baptiste Voysin de La Noiraye (1620-21 septembre 1671) seigneur de La Noiraye, fils de Daniel Voysin (ou Voisin) (mort le 20 mai 1621) frère de Daniel Voysin (mort le 22 novembre 1693), seigneur de Plessis-aux-Bois, prévôt des marchands de Paris en 1662, intendant d'Auvergne (1654-1655) et en Champagne, père de Daniel François Voysin de La Noiraye (1654- 2 février 1717), chancelier de France (1714-1717) conseiller au Grand Conseil, maître des requêtes le 7 juillet 1651 et reçu le 11, intendant à Amiens (1664-1665), intendant à Rouen (1665-1666), puis intendant de Touraine (mai 1666 - 21 septembre 1671), il meurt à Tours |
| 22 mars 1666 - 27 mars 1672         | Jacques Barrin (1614-1683) marquis de La Galissonnière conseiller au parlement de Metz en 1633, avocat général au Grand Conseil en 1634, maître des requêtes le 31 octobre 1639, intendant de Bourges (1642-1647), intendant à Orléans (1664-1665) avant d'être nommé intendant de Rouen, conseiller d'État en 1672 |
| 1672 - 1675                         | Jean de Creil (1637-1697) seigneur de Soisy |
| 20 novembre 1675 - 20 novembre 1682 | Louis Le Blanc (1620-1707) |
| 20 septembre 1683 - 23 février 1684 | Claude Méliand (1634- 8 février 1695) seigneur de Bréviande maître des requêtes en 1673, intendant d'Alençon en 1676, intendant de Caen en 1678, intendant de Rouen en 1682 |
| 11 juillet 1684 - 31 juillet 1686   | René de Marillac (1639-1719) sieur d'Ollainville et d'Attichy conseiller au Parlement de Paris, avocat général au Grand Conseil, intendant à Poitiers (1673-1682) |
| 1686                                | Arnaud II de Labriffe (1649-24 septembre 1700) seigneur de Ferrières-en-Brie Conseiller au Châtelet par provisions du 6 mars 1666, reçu le 23 suivant, conseiller au parlement de Paris, reçu le 20 avril 1674. Maître des requêtes le 14 mars 1676. Président du Grand Conseil en 1683. Il est nommé intendant à Rouen, puis intendant en Franche-Comté (1686-1688). Procureur général des Grands Jours de Poitiers en 1688. Procureur général du parlement de Paris en 1689 |
| 1687 - 20 décembre 1688             | Denis II Feydeau de Brou (1630-10 novembre 1691) seigneur de Brou, Prunelay, la Villeneuve, etc. Maître des requêtes ordinaire de l'Hôtel du roi, conseiller au parlement de Paris en survivance de son père le 21 juillet 1654, intendant à Montauban (1672-1674) puis à Rouen (1687-1688), président au Grand Conseil en 1690. Père de Paul-Esprit Feydeau de Brou, garde des sceaux de France (1762-1763). |
| 1689                                | de Launoy Il est révoqué peu après sa nomination |
| 2 février 1689 - février 1690       | Michel Chamillart (1652-1721) contrôleur général des finances en 1699 |
| 25 février 1690 - 12 janvier 1692   | Michel Larcher ( -1715) marquis de Baye conseiller au Grand Conseil, grand rapporteur de France. Maître des requêtes, commissaire aux Grands Jours pour la réformation de la justice |
| 27 septembre 1692 - 3 novembre 1693 | Urbain Le Goux de La Berchère ( -31 août 1721) chevalier, sieur de La Berchère, marquis de Dinteville et de Santenay, comte de Rochepot, baron de Toisy intendant à Moulins (1682-1684), intendant d'Auvergne (1684-1685) et intendant à Montauban (1685-1692), intendant de Normandie |
| 1693 - 21 janvier 1694              | Hierosme ou Jérôme Bignon (1658 - 1725) avocat du roi au Châtelet en 1679, conseiller au parlement de Paris en 1685, maître des requêtes en 1689, intendant à Rouen, puis intendant de justice, police et finances en Picardie, Artois, Boulonnois, pays conquis et reconquis (1694-1708), conseiller d'État et prévôt des marchands de Paris (1708-1716) |
| 1694                                | Henri Lambert d'Herbigny père de Henri-François Lambert d'Herbigny de Thibouville Il n'est intendant de Rouen que quelques mois. |
| 23 mars 1694 - 30 juillet 1695      | Antoine-François de Paule Lefèvre d'Ormesson (1651-21 février 1712) commissaire aux Grands Jours pour la réformation de la justice. Il est ensuite nommé intendant à Riom et enfin à Soissons (1705 - 21 février 1712) |
| 24 octobre 1695 - 15 mai 1700       | Yves-Marie de La Bourdonnaye de Coëtlogon (1653-1726) marquis de La Bourdonnaye, seigneur de Coëtlogon puis intendant de Guyenne (1700-1708), intendant de Poitiers en 1708, puis intendant à Orléans en 1710 |
| 1700 - 1701                         | Jean-Baptiste Desmarets de Vaubourg (1646-1740) seigneur de Vaubourg, baron de Cramailles Intendant de Béarn (1685-1687), d'Auvergne (1687-1692), de Lorraine (1692-1697), de Franche-Comté (1698-1700), puis intendant de Normandie |
| 1701 - 1704                         | Henri-François Lambert d'Herbigny de Thibouville ( -29 juin 1704) seigneur d'Herbigny, marquis de Thibouville fils de Henri Lambert d'Herbigny (1623-1700), maître des requêtes et intendant dans plusieurs provinces (intendant en Berry, en Dauphiné, à Montauban, à Lyon, il a été intendant de Rouen quelques mois). Il a remplacé son père dans ses fonctions d'intendant après 1690 |
| 9 août 1704                         | Claude-Joseph Sanson intendant de Béarn (1692-1694), intendant de Guyenne (1694-1698), intendant à Soissons en 1698, intendant à Rouen en 1704 |
| 3 septembre 1704 - 4 août 1709      | Urbain-Guillaume de Lamoignon de Courson (29 octobre 1674-12 mars 1742) marquis de La Mothe, comte de Launay-Courson et de Montrevault fils de Nicolas de Lamoignon de Basville membre des États de Languedoc, de la Cour des Comptes, Aides & Finances de Montpellier, conseiller au parlement de Paris le 10 décembre 1692, commissaire des requêtes en 1698, intendant de Rouen (1704-1709), intendant de Guyenne (1709-1720), conseiller au Conseil Royal des Finances en 1730 |
| 14 septembre 1709 - 1712            | Charles-Bonaventure Quentin de Richebourg (1673-1733) |
| 1712 - 1715                         | Nicolas-Étienne Roujault (1662-1723) |
| 1715 - 1732                         | Jean-Prosper Goujon de Gasville (1684-1755) sieur de Gasville, de Ris, de Coulle, Yville, Thorigny, baron de Châteauneuf |
| 1732 - 1755                         | Louis François de La Bourdonnaye seigneur de Launay, Loyselière fils d'Yves-Marie de La Bourdonnaye de Coëtlogon |
| 23 juin 1755 - 3 juin 1762          | Antoine-Paul-Joseph Feydeau (1731-1762) Marquis de Brou, fils de Paul Esprit Feydeau de Brou, garde des sceaux de France (1762-1763), et petit-fils de Denis II Feydeau de Brou, intendant de Rouen (1687-1688), il est père de Charles-Henri de Feydeau, marquis de Brou (1754-1802), intendant en Berry, en Bourgogne et à Caen. Il n'a pas encore 24 ans révolus au moment de sa nomination. Il est mort en fonction. |
| 1762 - 1768                         | Jean-Baptiste-François de La Michodière (1720-1797) comte d'Hauteville, seigneur de La Michodière et de Romène intendant d'Auvergne (1753-1757), intendant à Lyon (1757-1762), intendant de Rouen, puis prévôt des marchands de Paris (1772-1778) |
| 1768 - 1777                         | Louis Thiroux de Crosne (1736-1794) gendre de Jean-Baptiste François de La Michodière il a été rapporteur dans le procès de Calas, il est d'abord un adjoint à son beau-père. En 1777, il est nommé intendant de Lorraine et de Barrois |
| 1777 - 1778                         | Jean Samuel de Pont (1725-1805) seigneur de Monderoux maître des requêtes en 1755, intendant à Moulins (1766-1777), intendant de Rouen, il est ensuite nommé intendant de Trois-Évêchés et du pays Messin |
| 1778 - 30 juillet 1785              | Louis Thiroux de Crosne (1736-1794) il reprend l'intendance de Rouen, dernier lieutenant général de police à Paris (1785-1789) |
| 1785 - 1787                         | Pierre-Charles Laurent de Villedeuil (11 octobre 1747-28 avril 1828) sieur de Villemenon, Bras-de-Fer, Bombon |
| 1787 - 1790                         | Étienne Thomas Maussion (18 mai 1750-25 février 1794) seigneur de Jambville et Frémainville |